# 罗伯特·科尔曼
罗伯特·科尔曼（英語：Robert Coleman，1883年6月9日—1960年1月1日），英国男子帆船运动员。他曾代表英国参加1920年夏季奥林匹克运动会帆船比赛，联同西里尔·赖特、威廉·麦迪逊和多萝西·赖特获得7米级金牌。